# Gare d'Aubignas - Alba
La gare d'Aubignas - Alba est une ancienne gare ferroviaire française de la ligne du Teil à Alès, située sur le territoire de la commune d'Aubignas, dans le département de l'Ardèche en région Auvergne-Rhône-Alpes. 
Elle est mise en service en 1876 par la Compagnie des chemins de fer de Paris à Lyon et à la Méditerranée (PLM). Fermée aux trafics voyageurs et marchandises par la Société nationale des chemins de fer français (SNCF). Elle est reconvertie actuellement en habitation.

## Situation ferroviaire
Établie à 240 mètres d'altitude, la gare d'Aubignas - Alba était située au point kilométrique (PK) 673,832 de la ligne du Teil à Alès (déclassée entre Aubignas - Alba et Robiac).

## Reconversion
Le bâtiment voyageur de la gare type trois portes existe toujours, il est maintenant une maison. La halle au marchandise est en ruine. La voie ferrée est pour sa part toujours en place.